# Cathédrale Saint-Mirin de Paisley
La cathédrale Saint-Mirin  est située sur Incle Street, à Paisley en Écosse. Elle porte le nom de saint Mirin.
Elle a été achevée en 1931 à proximité du site de l'ancienne église du même nom qui date de 1808. Le bâtiment originel a été le premier édifice catholique construit après la Réforme écossaise.
Le bâtiment actuel a été élevé au rang de cathédrale en 1948 après la création du diocèse l'année précédente.

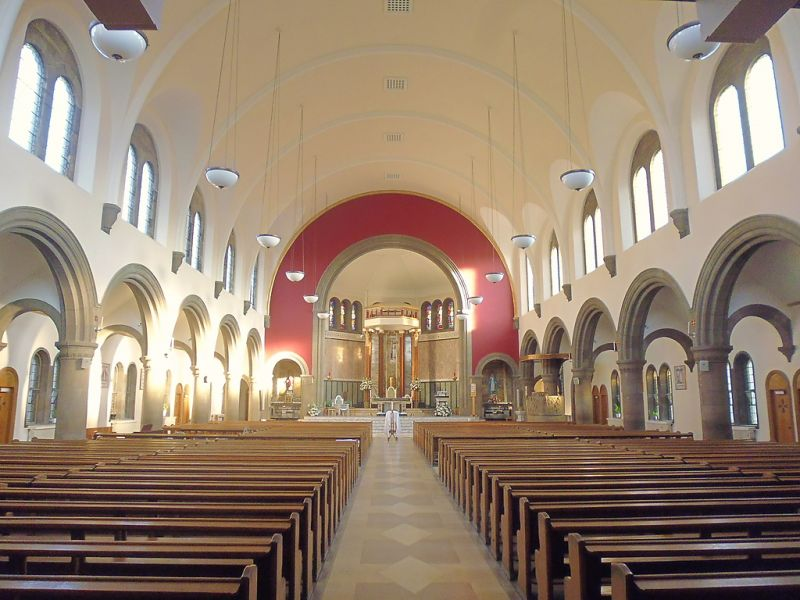
L'intérieur de la cathédrale.

## Source
- (en) Cet article est partiellement ou en totalité issu de l’article de Wikipédia en anglais intitulé « St Mirin's Cathedral » (voir la liste des auteurs).